# Olympische Sommerspiele 1996/Leichtathletik – 4 × 400 m (Frauen)

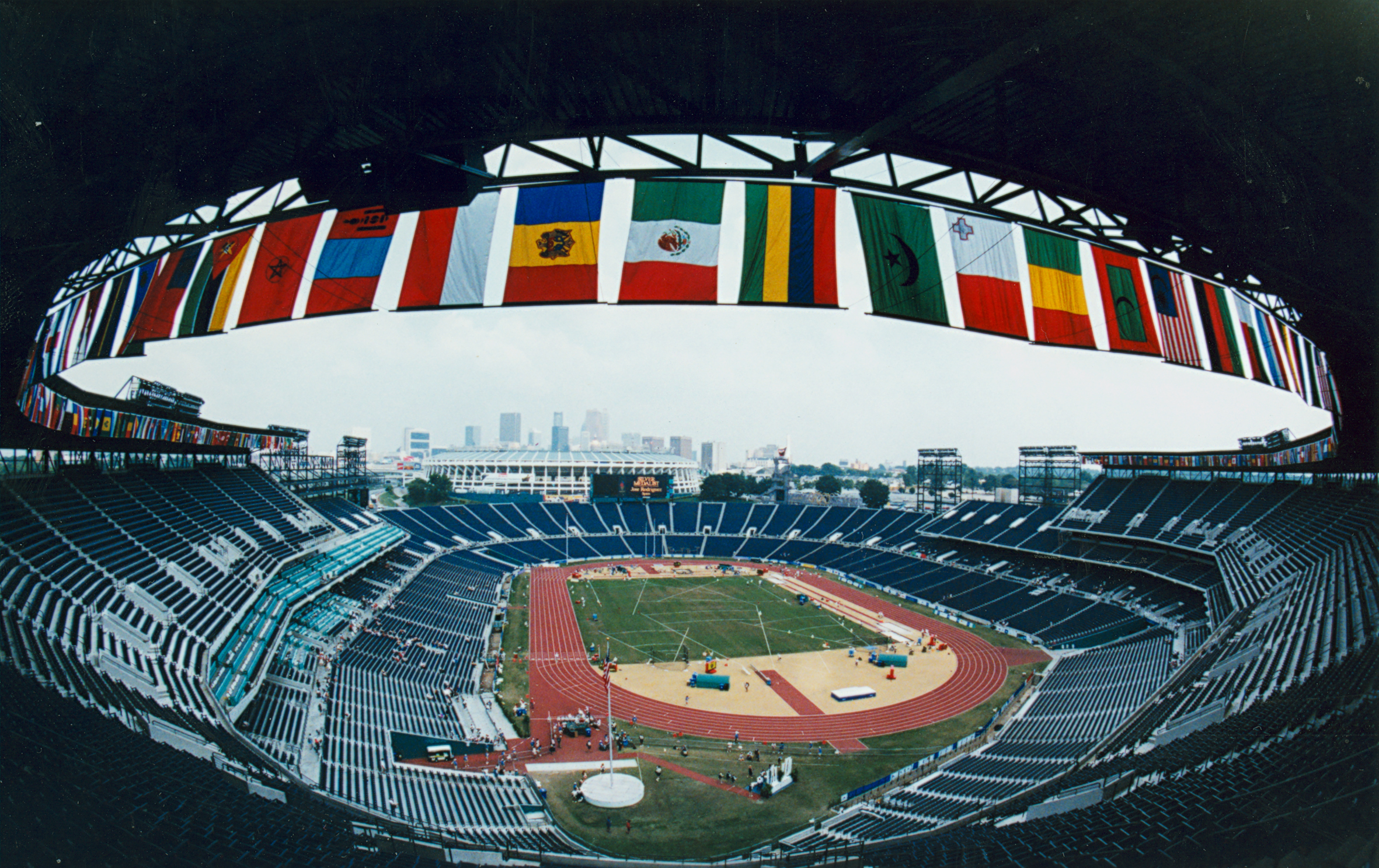
Das Centennial Olympic Stadium von Atlanta im Jahr 1996

Die 4-mal-400-Meter-Staffel der Frauen bei den Olympischen Spielen 1996 in Atlanta wurde am 2. und 3. August 1996 im Centennial Olympic Stadium ausgetragen. In vierzehn Staffeln nahmen 59 Athletinnen teil.
Olympiasieger wurde die Staffel der USA mit Rochelle Stevens, Maicel Malone, Kim Graham und Jearl Miles sowie der im Vorlauf außerdem eingesetzten Linetta Wilson.
Die Silbermedaille ging an Nigeria (Olabisi Afolabi, Fatima Yusuf, Charity Opara, Falilat Ogunkoya).
Bronze gewann Deutschland in der Besetzung Uta Rohländer, Linda Kisabaka, Anja Rücker und Grit Breuer.

Auch die in den Vorläufen für die Medaillengewinnerinnen eingesetzte Läuferin erhielt entsprechendes Edelmetall.
Staffeln aus der Schweiz, Österreich und Liechtenstein nahmen nicht teil. 

## Aktuelle Titelträgerinnen
| Olympiasieger 1992                      | Vereintes Team      | 3:20,20 min | Barcelona 1992       |
| Weltmeister 1995                        | USA                 | 3:22,39 min | Göteborg 1995        |
| Europameister 1994                      | Frankreich          | 3:22,34 min | Helsinki 1994        |
| Panamerikanischer Meister 1995          | Kuba                | 3:27,45 min | Mar del Plata 1995   |
| Zentralamerika und Karibik-Meister 1995 | Kuba                | 3:27,86 min | Guatemala-Stadt 1995 |
| Südamerika-Meister 1995                 | Kolumbien           | 3:33,37 min | Manaus 1995          |
| Asienmeister 1995                       | Volksrepublik China | 3:32,73 min | Jakarta 1995         |
| Afrikameister 1996                      | Nigeria             | 3:39,2 min  | Yaoundé 1996         |
| Ozeanienmeister 1994                    | Neuseeland          | 3:54,14 min | Auckland 1994        |

## Bestehende Rekorde
| Weltrekord         | 3:15,17 min | Sowjetunion (Tazzjana Ljadouskaja, Olga Nasarowa, Marija Pinigina, Olha Bryshina) | Finale OS Seoul, Südkorea | 1. Oktober 1988 |
| Olympischer Rekord | 3:15,17 min | Sowjetunion (Tazzjana Ljadouskaja, Olga Nasarowa, Marija Pinigina, Olha Bryshina) | Finale OS Seoul, Südkorea | 1. Oktober 1988 |

Der bestehende olympische Rekord, gleichzeitig Weltrekord, wurde bei diesen Spielen nicht erreicht. Im schnellsten Rennen, dem Finale, verfehlten die Vereinigten Staaten als Olympiasieger mit 3:20,91 min diesen Rekord um 5,74 Sekunden.

## Vorrunde
2. August 1996
Die Staffeln wurden in zwei Läufe gelost. Für das Finale qualifizierten sich pro Lauf die ersten drei Mannschaften. Darüber hinaus kamen die zwei Zeitschnellsten, die sogenannten Lucky Loser, weiter. Die direkt qualifizierten Teams sind hellblau, die Lucky Loser hellgrün unterlegt.
Anmerkung:
Alle Zeiten sind in Ortszeit Atlanta (UTC−5) angegeben.

### Vorlauf 1
20:30 Uhr
| Platz | Staffel                      | Besetzung                                                                          | Zeit (min) |
| ----- | ---------------------------- | ---------------------------------------------------------------------------------- | ---------- |
| 1     | USA                          | Rochelle Stevens Linetta Wilson (Vorlauf) Kim Graham Maicel Malone                 | 3:22,71    |
| 2     | Nigeria                      | Olabisi Afolabi Fatima Yusuf Charity Opara Falilat Ogunkoya                        | 3:23,24    |
| 3     | Frankreich                   | Francine Landre Viviane Dorsile Évelyne Élien Elsa Devassoigne                     | 3:28,07    |
| 4     | Großbritannien               | Phylis Smith Allison Curbishley Donna Fraser Georgina Oladapo                      | 3:28,13    |
| 5     | Ukraine                      | Viktorija Fomenko Ljudmila Koschtschei Jana Manujlowa Olha Moroz                   | 3:28,16    |
| 6     | Antigua und Barbuda          | Dine Potter Sonia Williams Charmaine Thomas Heather Samuel                         | 3:44,98    |
| DSQ   | Indien                       | Kalayathumkuzhi Beenamol Rosakutty Kunnath Chacko Jyotirmoyee Sikdar Shiny Abraham |            |
| DNS   | Amerikanische Jungferninseln |                                                                                    |            |

### Vorlauf 2
20:40 Uhr
| Platz | Staffel             | Besetzung                                                                        | Zeit (min) |
| ----- | ------------------- | -------------------------------------------------------------------------------- | ---------- |
| 1     | Deutschland         | Uta Rohländer Linda Kisabaka Anja Rücker Grit Breuer                             | 3:24,08    |
| 2     | Kuba                | Idalmis Bonne Julia Duporty Surella Morales Ana Fidelia Quirot                   | 3:24,23    |
| 3     | Russland            | Tatjana Tschebykina Olga Kotljarowa Jekaterina Kulikowa Swetlana Gontscharenko   | 3:24,86    |
| 4     | Jamaika             | Juliet Campbell Tracey Ann Barnes (Vorlauf) Merlene Frazer Inez Turner (Vorlauf) | 3:25,33    |
| 5     | Tschechien          | Naděžda Koštovalová Ludmila Formanová Helena Fuchsová Hana Benešová              | 3:26,82    |
| 6     | Australien          | Lee Naylor Kylie Hanigan Melinda Gainsford-Taylor Renée Poetschka                | 3:33,78    |
| 7     | St. Kitts und Nevis | Bernadeth Prentice Diane Francis Valma Bass Tamara Wigley                        | 3:35,12    |

## Finale
3. August 1996, 21:15 Uhr
| Platz | Staffel     | Besetzung | Zeit (min) |
| ----- | ----------- | --- | ---------- |
| 1     | USA         | Rochelle Stevens Maicel Malone Kim Graham Jearl Miles (Finale) in den Vorläufen außerdem: Linetta Wilson                                | 3:20,91    |
| 2     | Nigeria     | Olabisi Afolabi Fatima Yusuf Charity Opara Falilat Ogunkoya                                                                             | 3:21,04    |
| 3     | Deutschland | Uta Rohländer Linda Kisabaka Anja Rücker Grit Breuer                                                                                    | 3:21,14    |
| 4     | Jamaika     | Merlene Frazer Sandie Richards (Finale) Juliet Campbell Deon Hemmings (Finale) in den Vorläufen außerdem: Tracey Ann Barnes Inez Turner | 3:21,69    |
| 5     | Russland    | Tatjana Tschebykina Swetlana Gontscharenko Jekaterina Kulikowa Olga Kotljarowa                                                          | 3:22,22    |
| 6     | Kuba        | Idalmis Bonne Julia Duporty Surella Morales Ana Fidelia Quirot                                                                          | 3:25,85    |
| 7     | Tschechien  | Naděžda Koštovalová Ludmila Formanová Helena Fuchsová Hana Benešová                                                                     | 3:26,99    |
| 8     | Frankreich  | Francine Landre Viviane Dorsile Évelyne Élien Elsa Devassoigne                                                                          | 3:28,46    |

Als Favoritinnen galten die US-Läuferinnen, als stärkste Gegnerinnen die Russinnen. In dieser Reihenfolge waren die beiden Teams auch bei den letzten Weltmeisterschaften ins Ziel gelaufen. Im Finale des 400-Meter-Rennens hatte allerdings keine russische Läuferin gestanden und Jearl Miles hatte dort als beste und einzige US-Finalistin Platz fünf belegt. So gab es weitere Sieganwärterinnen mit Australien als WM-Dritte sowie Nigeria als einzige Nation mit zwei Finalteilnehmerinnen über 400 Meter.
Gegenüber den Vorläufen gab es in zwei Staffeln folgende drei Besetzungsänderungen:
- USA – Jearl Miles lief für Linetta Wilson.
- Jamaika – Sandie Richards ersetzte Tracey Ann Barnes und Deon Hemmings lief anstelle von Inez Turner.

Im Finale ging Olabisi Afolabi für Nigeria sehr schnell an und beim ersten Wechsel führte das Team mit acht Metern Vorsprung vor Russland und den Vereinigten Staaten. Die Deutsche Linda Kisabaka zog gleich nach der Stabübernahme an zwei Gegnerinnen vorbei auf den vierten Platz. In der zweiten Runde setzten sich fünf Mannschaften deutlich von ihren Gegnerinnen ab. Fatima Yusufs Vorsprung für Nigeria wurde deutlich geringer. Es folgten Maicel Malone für die USA, Kisabaka, Swetlana Gontscharenko für Russland und Sandie Richards für Jamaika. So ging es in die dritte Runde. Beim letzten Wechsel waren die Vereinigten Staaten vorne, Kim Graham hatte die Lücke zu Charity Opara geschlossen und war vorbeigezogen. Nigeria lag jetzt auf Platz zwei, dahinter liefen Jamaika, Deutschland und Russland. Die US-Schlussläuferin Jearl Miles hatte einen leichten Vorsprung, den sie auf der Gegengeraden weiter ausbaute. Doch in der letzten Kurve kam die Nigerianerin Falilat Ogunkoya wieder heran und es wurde sehr eng an der Spitze. Beide Athletinnen hatten sich sehr verausgabt und setzten alles ein, um die letzten dreißig Meter zu überstehen. Die deutsche Staffel kam mit der Schlussläuferin Grit Breuer noch ganz stark auf. Jearl Miles rettete für die US-Staffel schließlich mit dreizehn Hundertstelsekunden Vorsprung den Olympiasieg. Die Nigerianerinnen wurden mit gerade noch einer Zehntelsekunde Vorsprung Zweite vor Deutschland. Die Plätze vier und fünf belegten Jamaika und Russland.
Nigeria gewann die erste Medaille in der 4-mal-400-Meter-Staffel der Frauen.

## Videolinks
- 1996 Olympic Women's 4 x 400m Relay, youtube.com, abgerufen am 17. Januar 2022
- Women's 4x400m Relay Atlanta Olympics 1996, youtube.com, abgerufen am 13. März 2018